# 艾倫·威廉斯 (籃球運動員)
艾倫·崔維斯·威廉斯（1993年1月28日—）為美國男子籃球運動員，現效力於韓國籃球聯賽高陽索諾天空槍手。

## 早年
威廉斯生長於亞利桑那州鳳凰城，從小就讀沉浸式語言學校，可說一口流利的西班牙語，在北部高中三年級就讀時校隊拿下州冠軍，高中畢業後進入加州大學聖塔芭芭拉分校就讀，因為威廉斯並沒有收到任何來自任何亞利桑那州大學的招募信。威廉斯在校時有個大艾爾（Big Al）綽號。

## 職業生涯
2015年威廉斯投入NBA选秀但落選，之後代表夏洛特黃蜂和休斯敦火箭參加夏季联赛，2015年7月加盟中国男子篮球职业联赛青岛雄鹰。威廉斯貢代表青岛雄鹰出賽35場，場均可挹注20.8分、15.4籃板。2016年3月，威廉斯與家鄉球隊菲尼克斯太阳簽下10天短約。2016-17賽季威廉斯獲得菲尼克斯太阳87.5萬美元的保障合約。2017年7月，威廉斯與菲尼克斯太阳簽下三年1700萬美元合約。
2019年7月，全国男子篮球联赛陕西信达簽下威廉斯。
2023年3月6日，B1聯賽名古屋鑽石海豚與威廉斯完成簽約。2023年5月11日，因為傷勢關係名古屋鑽石海豚與威廉斯終止合約，威廉斯留下出賽19場，場均14.5分、10.7籃板的表現。
2024年6月12日，韓國籃球聯賽高陽索諾天空槍手引進威廉斯。12月16日，高陽索諾天空槍手引進阿尔法·卡巴頂替威廉斯，威廉斯的合約於12月22日到期。2025年2月12日，高陽索諾天空槍手終止阿尔法·卡巴的合約，重新引進威廉斯。2月25日，高陽索諾天空槍手完成註冊威廉斯。

## 家庭
威廉斯的父親科迪·威廉斯（Cody Williams）也曾是籃球運動員，在東部高中接受傳奇教練羅伊斯·尤里（Royce Youree）執教，並獲得奧克拉荷馬大學全額獎學金，於1980年高掛球鞋。威廉斯的父親曾擔任過兩屆八年亞利桑那州鳳凰城市議員，掌管大鳳凰城黑人商會（Greater Phoenix Black Chamber of Commerce）五年，以及擔任馬里科帕縣治安法官。
威廉斯的母親傑里·威廉斯（Jeri Williams）自就讀瑪麗韋爾開始懷有空姐夢，在亞利桑那州立大學她主修戲劇系，大學畢業後參加泛美航空面試，卻被告她必需減肥，1989年她進入鳳凰城警察局，一路上擔任過警員、警佐、警督、警監，甚至是助理局長，而擔任助理局長也成為亞利桑那州有史以來等級最高的女性黑人警察，2011年兒子到加州大學聖塔芭芭拉分校就讀的同時，她則成為加利福尼亚州文图拉县奧克斯納德首位女性警察局局長，兒子只需花費40分鐘車程就能與母親一同生活。2016年7月她被任命為鳳凰城警察局新任局長，2016年10月宣誓就職，成為亞利桑那州有史以來首位女性警察局局長，以及第二位黑人警察局局長。

## 外部連結
- 艾倫·威廉斯在fiba.basketball（英语）
- 艾倫·威廉斯在NBA（英语）
- 艾倫·威廉斯在NBA G聯盟（英语）
- 艾倫·威廉斯在歐洲籃球聯賽（英语）
- 艾倫·威廉斯在VTB聯賽（英语）
- 艾倫·威廉斯在韓國籃球聯賽（英语）
- 艾倫·威廉斯在Basketball-Reference.com（NBA）（英语）
- 艾倫·威廉斯在Basketball-Reference.com（NBA G聯盟）（英语）
- 艾倫·威廉斯在Basketball-Reference.com（國際）（英语）
- 艾倫·威廉斯在Sports-Reference.com（NCAA）（英语）
- 艾倫·威廉斯在ESPN（NBA）（英语）
- 艾倫·威廉斯在Eurobasket.com（球員）（英语）
- 艾倫·威廉斯在RealGM（英语）
- 艾倫·威廉斯在Proballers（英语）
- 艾倫·威廉斯在中国篮球数据库（新浪网）
- 艾倫·威廉斯在Flashscore（英语）